# 2-й Сечевой Запорожский корпус
2-й Сечевой Запорожский корпус (укр. 2-й Січовий Запорізький корпус) — украинизированное общевойсковое воинское формирование, созданное в ходе «демократизации» армии в России в сентябре 1917 года на базе 6-го армейского корпуса (командующий — генерал Г.А. Мандрыка). После Октябрьской революции вошёл в состав армии УНР, в начале 1918 года прекратил существование.

## История
В ходе украинизации в сентябре 1917 года 6-й АК был разделён на две части – русскую (сохранившую наименование 6-й армейский корпус) и украинскую в составе 2 дивизий, получившую наименование 2-й Сечевой Запорожский корпус.
Командующим 2-го Сечевого Запорожского корпуса был назначен генерал Мандрыка, начальником штаба – подполковник Сулковский, командиром 1-й дивизии – генерал Осецкий, командиром 2-й дивизии – генерал Поджио, инспектором артиллерии – полковник Афанасьев. Командирами полков стали молодые поручики и хорунжие, т. к. старших офицеров-украинцев в корпусе не было.
В связи с тяжёлым положением на фронте из-за развала Русской армии 6-й АК для переформирования не был отведён в тыл, а переформировывался, находясь на позициях в 1-й линии, в окрестностях Летичева.
Спустя 2 месяца под Староконстантиновом два его полка успешно действовали против большевизированных частей 11-й армии. Полки корпуса несколько месяцев поддерживали порядок и пресекали грабежи в местах своего квартирования и близлежащих районах.
В начале 1918 года корпус должен был отправиться для охраны северо-восточной границы Украины, но по пути в непрерывных мелких стычках и от усилившегося дезертирства распропагандированных большевиками нижних чинов корпус перестал существовать.